# 1001 Albums You Must Hear Before You Die
1001 альбом, які ви повинні почути, перш ніж померти — музичний довідник, вперше опублікований у 2005 році видавництвом Universe Publishing. Частина серії 1001 Before You Die, вона збирає твори та інформацію про альбоми, обрані групою музичних критиків як найважливіші, впливові та найкращі в популярній музиці між 1950-ми та 2010-ми роками. Книгу редагує Роберт Дімері, англійський письменник і редактор, який раніше працював у таких журналах, як Time Out і Vogue.Кожен запис у приблизно хронологічному списку альбомів книги супроводжується коротким есе, написаним музичним критиком, разом із зображеннями, цитатами та додатковою інформацією (наприклад, час випуску альбому та продюсер). Виключаються збірники різних виконавців і більшість саундтреків до фільмів.

## Методологія відбору та сортування
У вступі до книги головний редактор Роберт Дімері зазначає, що добірки також мали на меті привернути увагу до талановитих авторів пісень. Джоні Мітчелл, Елвіс Костелло та Нік Кейв називаються прикладами. Дати випуску обираються з дати першого випуску альбому на батьківщині виконавця, а версія є першою. У більшості випадків бонусні треки, додані для пізніших версій, ігноруються. Редакція також намагалася забезпечити, щоб кожен профільований альбом був доступний для покупки. Також були виключені саундтреки, які не були оригінальним матеріалом певного виконавця.

## Видання
Видання 2005 року починається альбомом Френка Сінатри In the Wee Small Hours і закінчується Get Behind Me Satan гурту The White Stripes. Оскільки книга перевидавалася кілька разів, деякі альбоми видаляються в кожному виданні, щоб звільнити місце для новіших альбомів.
Випуск 2010 року закінчується на It's Blitz! від Yeah, Yeah, Yeahs, а видання 2013 року закінчується The Next Day Девіда Боуї. Видання 2016 року закінчується альбомом Blackstar, також Девіда Боуї. Видання 2018 року закінчується альбомом Microshift від Hookworms. Видання 2021 року закінчується альбомом Heaux Tales Джазмін Салліван.

## Жанри
Більшість рекомендацій у книзі — це західні поп і рок альбоми. 1001 Albums також містить добірки зі світової музики, ритм-енд-блюзу, блюзу, фолку, хіп-хопу, кантрі, електронної музики та джазу. Рок і поп альбоми включають такі піджанри, як панк-рок, грайндкор, хеві-метал, альтернативний рок, прогресивний рок, легка музика, треш-метал, грандж і рокабілі. Виключається класична та сучасна «художня музика».

## Артисти
У цих виконавців найбільше альбомів у виданні 2017 року.
- 9 альбомів: Девід Бові, Джон Леннон (2 сольних альбоми та 7 альбомів The Beatles), Пол Маккартні (1 сольний альбом, 1 альбом Wings і 7 альбомів The Beatles), Ніл Янг (7 сольних альбомів, 1 альбом Buffalo Springfield і 1 альбом Crosby, Stills, Nash & Young).
- 8 альбомів: Джордж Гаррісон (1 сольний альбом і 7 альбомів The Beatles).
- 7 альбомів: The Beatles, Bob Dylan, Браян Іно (4 сольні альбоми, 2 альбоми Roxy Music і 1 спільний альбом з Девідом Бірном ; він також брав участь у продюсуванні 7 додаткових альбомів, зазначених у книзі: 3 альбоми Talking Heads, 3 альбоми U2 і 1 альбом Devo), Морріссі (4 сольних альбоми та 3 альбоми The Smiths).
- 6 альбомів: Елвіс Костелло (3 сольних альбоми та 3 альбоми The Attractions), The Rolling Stones, Пол Саймон (3 сольних альбоми та 3 альбоми Simon and Garfunkel).
- 5 альбомів: The Byrds, Nick Cave and the Bad Seeds, Peter Gabriel (3 сольних альбоми та 2 альбоми Genesis), Іггі Поп (2 сольних альбоми та 3 альбоми The Stooges), Led Zeppelin, Лу Рід (2 сольних альбоми і 3 альбоми The Velvet Underground), Sonic Youth, Брюс Спрінгстін, Стівен Стіллз (2 сольні альбоми, 1 альбом Buffalo Springfield, 1 альбом Crosby, Stills & Nash і 1 альбом Crosby, Stills, Nash & Young),Том Вейтс, The Who.
- 4 альбомів: Леонард Коен, Miles Davis, P.J. Harvey, The Kinks, Metallica, Joni Mitchell, Pink Floyd, Radiohead, R.E.M., Steely Dan, Talking Heads, U2, Пол Веллер (1 сольний альбом, 2 альбоми The Jam і 1 альбом The Style Council), Стіві Вандер.
- 3 альбомів: Aerosmith, The Beach Boys, Beastie Boys, Björk, Black Sabbath, Blur, Тім Баклі[en], Kate Bush, Джонні Кеш, Creedence Clearwater Revival, The Cure, Deep Purple, Dexys Midnight Runners[en], The Doors, Nick Drake, Echo & the Bunnymen, The Fall, Madonna, Марвін Гей, The Jimi Hendrix Experience, Michael Jackson, Kraftwerk, Боб Марлі і The Wailers, Van Morrison, My Bloody Valentine, Nirvana, Parliament/Funkadelic, Pet Shop Boys, Pixies, Елвіс Преслі, Прінс (2 solo albums and 1 The Revolution album), Public Enemy, Queen, Roxy Music, Френк Сінатра, Kanye West, Wilco, Yes, Frank Zappa, Фіона Еппл